# Rudolf Burckhardt (zoolog)
Rudolf Burckhardt, född den 30 mars 1866 i Basel, död den 14 januari 1908 i Rovigno, var en schweizisk zoolog.
Burckhardt var extra ordinarie professor i zoologi vid universitetet i Basel och föreståndare för biologiska stationen i Rovigno. Han utförde ett stort antal mycket värdefulla undersökningar på skilda områden av ryggradsdjurens morfologi; särskilt sysselsatte han sig med nervsystemet (Das Centralnervensystem von Protopterus annectens, 1892, Der Bauplan des Wirbeltiergehirnes, 1895, Das Centralnervensystem der Selachier als Grundlage zur eine Phylogenie des Vertebratenhirnes, 1907, med flera). Till zoologins historia lämnade han flera värdefulla bidrag, som Geschichte der Zoologie (1907).